# إيما كوهين
إيما كوهين (بالإسبانية: Emma Cohen)‏ هي كاتِبة وكاتبة سيناريو ومخرجة وممثلة إسبانية، ولدت في 21 نوفمبر 1946 ببرشلونة في إسبانيا، وتوفيت في 11 يوليو 2016 بمدريد في إسبانيا بسبب سرطان. من الجوائز التي نالتها تي بي دي أورو سنة 1973 وتي بي دي أورو سنة 1988.

## جوائز
- تي بي دي أورو (1973)
- تي بي دي أورو (1988)

## وصلات خارجية
- إيما كوهين على موقع IMDb (الإنجليزية)
- إيما كوهين على موقع ألو سيني (الفرنسية)
- إيما كوهين على موقع أول موفي (الإنجليزية)
- إيما كوهين على موقع قاعدة بيانات الأفلام السويدية (السويدية)
- إيما كوهين على موقع قاعدة بيانات الفيلم (الإنجليزية)
- إيما كوهين على موقع كينوبويسك (الروسية)